# Euderces parallelus
Euderces parallelus är en skalbaggsart som beskrevs av Leconte 1873. Euderces parallelus ingår i släktet Euderces och familjen långhorningar. Inga underarter finns listade i Catalogue of Life.